# Мінуш Бареллі
Минуш Бареллі (фр. Minouche Barelli; 13 грудня 1947, Париж — 20 лютого 2004, Монако) — французька співачка, яка стала відома в Європі завдяки участі в Євробаченні 1967, де вона представляла Монако. Її справжнє ім'я — Марі-П'єр Бареллі.

## Біографія
Батько Мінуш — джазовий музикант Еме Бареллі, а мати — співачка Люсьєн Деліль.
23-25 червня 1966 року Бареллі взяла участь у фестивалі пісні Rose de France в Антіб, який також відомий як фестиваль «Золота Троянда». Мінуш виконала пісню «Goualante 67» з тільки що записаної пластинки. Вона, будучи однією з тридцяти учасників фестивалю, посіла призове місце. Друге місце зайняв дует Line et Willy, який на наступний рік після Мінуш також представляв Монако на Євробаченні.
У 1967 році Мінуш представляла Монако на Євробаченні у Відні з піснею «Boum-Badaboum», яка була написана Сержем Генсбуром. Під час виступу оркестром диригував батько співачки. Пісня, виконана французькою, посіла п'яте місце серед сімнадцяти учасників. Також були записані версії пісні англійською, німецькою та італійською мовами, які були випущені на вінілових синглах в різних країнах Європи.
Влітку 1968 року Мінуш, яка раніше була підписана на CBS, перейшла на новий лейбл — Barclay. Тільки в 1970 році побачила світ її нова платівка «On s'est aimera». У 1980 році Мінуш взяла участь у французькому національному відборі Євробачення з композицією «Viens dans ma farandole», але посіла лише шосте місце у другому півфіналі.
Мінуш тривалий час була постійним диктором на радіо Монмартра, також була телеведучою, працювала на каналі TF1. Співачка прийняла громадянство Монако в 2002 році. І там же, в князівстві Монако, Мінуш Бареллі померла 20 лютого 2004 року у віці 56 років після хвороби.

## Дискографія
Випущені пісні
1965 рік
- Le diable est près de toi (автори Guy Magenta і Ralph Bernet)
- J'aime trop la liberté (автори Guy Magenta і Mya Simille)
- Vivre sa jeunesse (автори Joss Baselli, Armand Canfora та Michel Jourdan)
- Vingt ans (Aimé Barelli і Pierre Delanoë)

1966 рік
- Goualante 67 (автори H. Contet і Aimé Barelli)
- Du moment que (автори H. Contet і Aimé Barelli)
- Je prendrai tout (автори H. Contet і Aimé Barelli)
- Ça fait du bruit) (автори H. Contet і Aimé Barelli)

1967 рік
- Boum badaboum (автор Serge Gainsbourg; версії французькою, англійською, італійською та німецькою)
- Je saurai bien me faire aimer (автори Guy Magenta і Vline Buggy)
- Il faut dire (автори Michel Jourdan, Joss Baselli, Armand Canfora; версії французькою, англійською, італійською та німецькою)
- Le garçon d Ostende (автори Aimé Barelli і Pierre Delanoë)
- Si j'ai rêvé (автори A. Izola і Christian Sarrel)
- Chanson folle (A strange song) (автори Ship Taylor і Claude lemesle)

1968 рік
- Dégourdis-toi
- Cette chanson-là nous ressemble

1970 рік
- On s'est aimera (автори J. Demarny і F. Fumiére)
- Papy (автори C. Level і C. Morgan)

1971 рік
- Cours après moi (автори Ralph Bernet і Claude Morgan)
- Colin Maillard (автори Charles Level, Yvon Ouazana і Jean-Pierre Festi)

1980 рік
- Viens dans ma farandole
- C'est bête mais je pars

1995 рікВипущений альбом Elle et moi: Minouche Barelli chante Lucienne Delyle, на якому Бареллі виконувала пісні своєї матері. У 2000 році альбом був перевиданий. До нього увійшли такі композиції:
- Ca marche
- Mon amant de St Jean
- Sur les quais du vieux…
- Toi, c'est vrai
- C'est un gars
- Merci Paris
- Le tango nous invite
- Elle et moi
- Java
- Pour lui
- Un ange comme ça